# 2. československá fotbalová liga 1975/1976
V soubojích 44. ročníku druhé nejvyšší fotbalové soutěže – 2. československé fotbalové ligy 1975/76 – se utkalo 16 mužstev každý s každým dvoukolovým systémem podzim–jaro. Tento ročník začal v sobotu 9. srpna 1975 a skončil ve středu 11. června 1976.

## Konečná tabulka
| Poř. | Tým                        | Z  | V  | R  | P  | VG | OG | B  |
| ---- | -------------------------- | -- | -- | -- | -- | -- | -- | -- |
| 1.   | TJ VP Frýdek-Místek (N)    | 30 | 16 | 6  | 8  | 41 | 30 | 38 |
| 2.   | TJ Sparta ČKD Praha (S)    | 30 | 15 | 7  | 8  | 52 | 28 | 37 |
| 3.   | ASVŠ Dukla Banská Bystrica | 30 | 15 | 7  | 8  | 35 | 23 | 37 |
| 4.   | TJ AC Nitra (S)            | 30 | 15 | 3  | 12 | 51 | 43 | 33 |
| 5.   | TJ Tatran Prešov           | 30 | 13 | 6  | 11 | 49 | 33 | 32 |
| 6.   | TJ SONP Kladno             | 30 | 11 | 7  | 12 | 44 | 49 | 29 |
| 7.   | TJ ZVL Považská Bystrica   | 30 | 12 | 5  | 13 | 30 | 37 | 29 |
| 8.   | TJ Zemplín Michalovce (N)  | 30 | 12 | 5  | 13 | 28 | 36 | 29 |
| 9.   | TJ Baník UD Příbram (N)    | 30 | 11 | 7  | 12 | 28 | 38 | 29 |
| 10.  | TJ Strojárne Martin        | 30 | 9  | 10 | 11 | 37 | 33 | 28 |
| 11.  | TJ VŽKG Ostrava            | 30 | 10 | 8  | 12 | 34 | 36 | 28 |
| 12.  | TJ Spartak BS Vlašim       | 30 | 10 | 8  | 12 | 34 | 38 | 28 |
| 13.  | TJ Partizán Bardejov       | 30 | 11 | 6  | 13 | 31 | 39 | 28 |
| 14.  | TJ Baník Prievidza         | 30 | 10 | 7  | 13 | 28 | 42 | 27 |
| 15.  | TJ ZVL Kysucké Nové Mesto  | 30 | 10 | 6  | 14 | 32 | 35 | 26 |
| 16.  | TJ Slovan Liberec          | 30 | 8  | 6  | 16 | 31 | 45 | 22 |

Poznámky:
- Z = Odehrané zápasy; V = Vítězství; R = Remízy; P = Prohry; VG = Vstřelené góly; OG = Obdržené góly; B = Body; (N) = Nováček (postoupivší z nižší soutěže); (S) = Sestoupivší z vyšší soutěže

|  | Postup do I. čs. fotbalové ligy 1976/77 |
|  | Sestup do III. ligy – sk. A 1976/77     |
|  | Sestup do III. ligy – sk. C 1976/77     |